# 都城工業高等專門學校
都城工業高等專門學校（National Institute of Technology, Miyakonojo College）日本国立高等專門學校之一

## 簡介
一所位於日本宮崎縣的高等專門學校，建立於1964年，設有機械工学科・電氣工学科・工業化学科，1969年設置建築学科。學校現設有物質工學科、電氣情報工學科、機械工學科、建築學科。2002年設置專攻科，電氣情報工学専攻科、物質工学専攻科和建築學專攻

## 教育組織

### 本科（副學士課程）
- 物質工学科
- 電氣情報工学科
- 機械工学科
- 建築学科

### 専攻科（学士課程）
- 電氣情報工学専攻科
- 物質工学専攻科
- 建築學專攻[2]。

## 對外關係
都城高專和放送大學學園間締結有學分互換協定，於放送大學取得的學分可被計入畢業學分中。

## 外部連結
- 都城工業高等專門學校

31°45′38″N 131°4′47.3″E / 31.76056°N 131.079806°E